# Jean-François de Cahouet
Pour les articles homonymes, voir Cahouet.
Pour les autres membres de la famille, voir Famille de Cahouët.
Jean-François de Cahouet, né à Omonville-la-Rogue le 16 octobre 1782, mort à Paris le 20 juin 1836, est un militaire, un préfet et un homme politique de la Manche.

## Biographie
Jean-François de Cahouet est le fils d'Alexandre de Cahouet, seigneur de la Richardière et d'Anne Charlotte Françoise du Mesnildot.
Il fait partie de la promotion de l'an IX de l'École polytechnique . À la sortie de l'école, il choisit l'artillerie. Il participe aux campagnes de 1805, 1806 et 1807. Il se distingue au siège de Dantzig, puis à bataille de Friedland, où il fut fait chevalier de la Légion d'honneur des mains de l'empereur. Après la paix de Tilsitt, des séquelles dues à des blessures lui font quitter l'armée et il est nommé auditeur au Conseil d'État.
En 1809 il entame une carrière préfectorale dans la Haute-Loire, il a 26 ans et devient ainsi le plus jeune préfet de l'Empire. Destitué de son poste lors de la Première Restauration, il est nommé préfet des Vosges durant les Cent-Jours.
Il est élu conseiller général de la Manche en 1820, il démissionnera en 1830.
En 1830 il est nommé préfet du Pas-de-Calais, puis préfet d'Ille-et-Vilaine en 1836.

## Sources
- Mémorial revue encyclopédique des connaissances humaines, p. 436, 1836.
- Édouard de Magny, Nobiliaire de Normandie, éd. Auguste Aubry, 1862
- Charles Charton, Annuaire administratif et statistique des Vosges, 1837
- Jean Savant, Les préfets de Napoléon, éd.	Hachette, 1958
- Gaston Joubert, Dictionnaire biographique de la Haute-Loire, éd. Editions "Per Lous Chamis", 1982
- René Bargeton, Les Préfets du 11 ventôse an VIII au 4 septembre 1870,éd.	Archives nationales, 1981,  (ISBN 286000064X),
- Paul d'Arbois de Jubainville, Dictionnaire biographique lorrain, éd. Serpenoise, 2003,  (ISBN 2876925516),
- Jean-Marie Thiebaud, Gérard Tissot-Roche, Les Corps Francs de 1814 et 1815, éd. L'Harmattan, 2011,  (ISBN 2296795498)